# جوني ماورو
جوني ماورو (بالإنجليزية: Johnny Mauro)‏ هو سائق فورمولا 1 ومهندس أمريكي، ولد في 25 أكتوبر 1910 في دنفر في الولايات المتحدة، وتوفي في 23 يناير 2003 في غولدن في الولايات المتحدة.